# Clematis fujisanensis
Clematis fujisanensis är en ranunkelväxtart som beskrevs av Hisauchi och Hara. Clematis fujisanensis ingår i släktet klematisar, och familjen ranunkelväxter. Inga underarter finns listade i Catalogue of Life.